# Obišovce
Obišovce (v minulosti Obyšovce, maďarsky Abos) jsou obec na Slovensku v okrese Košice-okolí.

## Historie
V době bronzové stávalo v katastrálním území obce hradiště. V lokalitě Zámčisko byla archeologickým výzkumem odkryta zřícenina Obišovského hradu z 13. století. Ve vesnici stojí toleranční evangelický chrám, v němž v roce 2016 instalovali zrestaurované varhany z roku 1743 zakoupené od Církevního sboru ECAV v Sabinově.

## Pamětihodnosti
- Hrob padlých během slovenského národního povstání s pomníkem
- Hradiště
- Obišovský hrad